# Царичанський район
Царича́нський райо́н — колишня адміністративно-територіальна одиниця на півночі центральної частини Дніпропетровської області України. Районний центр — смт Царичанка. Площа — 903 км². Населення становило ▼ 26 955 (на 1.04.2016).
Район був розташований на півночі Дніпропетровської області. З ним межували Магдалинівський, Петриківський райони Дніпропетровської області, Кобеляцький та Новосанжарський райони Полтавської області.

## Географія
Сучасний рельєф, як і основи рослинного та тваринного світу Приорілля сформувалися ще у четвертинний період історії нашої планети (плейстоцені) близько 300 тис. років тому. Вирішальний вплив на цей процес мало так зване Дніпровське зледеніння (близько 290 тис. років тому). Льодовий покрив потужністю у кілька сотень метрів переміщувався впродовж тисячі років з півночі на південь зі швидкістю в декілька кілометрів на рік двома велетенськими виступами, один з яких палеонтологи назвали Царичансько-Бородаївським. Як стверджують вчені, саме на території Приорілля збереглися яскраві докази колишніх грандіозних зледенінь і які є гляціальні (льодовикові пам'ятки природи). Найзначнішими серед них є потужні гляціодислокації, флювіогляціальні, лімногляціальні і моренні відклади гори Калитви, розташованої між смт. Царичанка та селом Китайгород (абсолютна висота якої 145 м). Вздовж південно-східного і південного схилів гори можна спостерігати рідкісні явища зім'яття горизонтальних верств пісків і глин алювіального походження в різні за формою складки, насуви величезних брил палеогенових кварцглауканітових алевритів на молоді піщано-глинясті породи нижньочетвертинного віку долини р. Орілі.
З тих далеких часів на території краю зустрічаються залишки мамонтів, турів, величезних оленів, закам'янілого дерева. Тоді ж формувались і корисні копалини, які є на території Царичанського району на сьогодні: буре кам'яне вугілля, торф, мінеральна вода, природний газ та родючі ґрунти. Запаси вугілля та торфу такі, що при існуючій на сьогодні технології переробки не мають поки що промислового значення.
У 1973 р. на території смт Царичанка були розвідані запаси мінеральної гідрокарбонатної хлоридно-натрієвої лікувально-столової води. Сьогодні розробкою цього родовища зайняте ЗАТ «Царичанський завод мінводи», яке випускає воду під назвою «Царичанська».
По агроґрунтовому районуванню Царичанщина належить до Дніпропетровське-Донецької степової зони. За агрокліматичним — до третьої зони, яка характеризується досить значною посушливістю. А за агрохімічним районуванням — до Кечигівсько-Новоазовського району.
Географічний центр Царичанського району знаходиться за 5 км на схід від приміщення районного відділу зв'язку. Загальна довжина кордонів території району приблизно 135 км. Відстань від Царичанки до Петриківки — 27 км, а до Магдалинівки — 30 км. Район розташований у північно-західній частині Дніпропетровської області. Межує з Петриківським та Магдалинівським районами Дніпропетровської області і Новосанжарським та Кобеляцьким Полтавської області.
Чотири заповідні зони:
- гора Калитва (400 га лісу, знаходиться у селі Китайгород Китайгородська сільська рада);
- озеро Довге (5,8 га, село Бабайківка Бабайківська сільська рада);
- урочище «Лілея» (30 га, села Залелія та Турове Царичанська селищна рада);
- декоративний сад (43 га, село Ляшківка Ляшківська сільська рада).

Річки району: Дніпро, Оріль, Кільчень, Чаплинка, Мокра Заплавка, Царичанка, Прядівка.
Відома своїми смаковими та цілющими якостями мінеральна Царичанська вода.
У районі багато мальовничих місць та куточків відпочинку. По берегах річки Оріль розташовані 30 туристичних баз, один спортивно-оздоровчий і 9 дитячих оздоровчих таборів.
Багаті грибні місця у Рудці.

## Історія
На берегах річки Угол (сучасна Оріль) жили уличі. Потім Приорільский край був у складі Переяславського князівства Київської Русі. Тут кочували половці й жили бродники.
У 14 сторіччі входив до складу Литовської держави та згодом Речі Посполитої. По річці Оріль проходила межа земель Війська запорізького.
З 1648 року на півночі району була українська держава Гетьманщина і на півдні — землі Війська Запорозького низового. Саме в цей час тут виникли перші приорільські козацькі містечка: Царичанка (1604 рік) та Китайгород (1662 або 1667 рік).
1618 року засноване запорозьке село Могилів. У 1648—1775 роках частина району належала до Полтавського полку і в 1734—1775 — частина — до Орільської паланки.
У 1730-ті роки російський уряд спорудив вздовж річки Оріль Українську укріплену лінію.
У 1802—1918 роках територія Царичанського району належала до Кобеляцького повіту Полтавської губернії та Новомосковського повіту Катеринославської губернії. У березні-квітні 1918 вона увійшла у Самарську землю УНР. Далі повіти були поновлені.
в 1923 році був створений Китайгородський район Полтавської округи. 13 березня 1925 року район перейменовано на Царичанський (з перенесенням райцентру з Китайгорода до Царичанки). 
10 червня 1925 р. Царичанський р-н перечислено до Катеринославської округи на Катеринославщині.
З лютого 1932 року він увійшов до складу Дніпропетровської області. У часи Німецько-радянської війни, з 1 вересня 1942 до кінця вересня 1943 року належав до Петриківського ґебіту. Межі району змінювались: до його складу відносилися частина земель нинішнього Магдалинівського району, а в 1963—1991 роках — Петриківський район.

## Адміністративний устрій
Район адміністративно-територіально поділяється на 1 селищну раду та 12 сільських рад, які об'єднують 49 населених пунктів та підпорядковані Царичанській районній раді. Адміністративний центр — смт Царичанка.

### Поселення
| Поселення      | 1886 рік | 1989 рік | 2001 рік |
| -------------- | -------- | -------- | -------- |
| 5000-9999      |          |          |          |
| Царичанка      |          | 7700     | 7839     |
| 2000-4999      |          |          |          |
| Могилів        | 4697     | 4700     | 4097     |
| Китайгород     |          | 2600     | 2445     |
| 1000-1999      |          |          |          |
| Прядівка       | 3667     | 1900     | 1922     |
| Бабайківка     | 2673     | 1600     | 1433     |
| Новопідкряж    |          | 1200     | 1089     |
| Преображенка   |          | 1100     | 1066     |
| 500-999        |          |          |          |
| Ляшківка       |          | 1000     | 990      |
| Молодіжне      |          | 1100     | 712      |
| Юр'ївка        | 107      | 640      | 680      |
| Івано-Яризівка | 168      | 550      | 547      |

### Колишні поселення
11 березня 1993 року знято з обліку село Кирилівка Юр'ївської сільської Ради.

## Населення
Розподіл населення за віком та статтю (2001):
| Стать | Всього | До 15 років | 15-24 | 25-44 | 45-64 | 65-85 | Понад 85 |
| --- | ------ | ----------- | ----- | ----- | ----- | ----- | -------- |
| Чоловіки | 14 185 | 2749        | 1761  | 4131  | 3617  | 1848  | 79       |
| Жінки | 16 588 | 2476        | 1746  | 4135  | 4262  | 3504  | 465      |
| \| Статево-вікова піраміда \| Статево-вікова піраміда \| Статево-вікова піраміда \| \| ----------------------- \| ----------------------- \| ----------------------- \| \| Чоловіки \| Вік \| Жінки \| \| 79 \| 85 + \| 465 \| \| 121 \| 80-84 \| 534 \| \| 419 \| 75-79 \| 963 \| \| 721 \| 70-74 \| 1215 \| \| 587 \| 65-69 \| 792 \| \| 1281 \| 60-64 \| 1603 \| \| 602 \| 55-59 \| 745 \| \| 887 \| 50-54 \| 921 \| \| 847 \| 45-49 \| 993 \| \| 1118 \| 40-44 \| 1162 \| \| 1100 \| 35-39 \| 1010 \| \| 981 \| 30-34 \| 954 \| \| 932 \| 25-29 \| 1009 \| \| 847 \| 20-24 \| 805 \| \| 914 \| 15-20 \| 941 \| \| 1152 \| 10-14 \| 1073 \| \| 908 \| 5-9 \| 802 \| \| 689 \| 0-4 \| 601 \| |        |             |       |       |       |       |          |
| Статево-вікова піраміда |        |             |       |       |       |       |          |
| Чоловіки | Вік    | Жінки       |       |       |       |       |          |
| 79 | 85 +   | 465         |       |       |       |       |          |
| 121 | 80-84  | 534         |       |       |       |       |          |
| 419 | 75-79  | 963         |       |       |       |       |          |
| 721 | 70-74  | 1215        |       |       |       |       |          |
| 587 | 65-69  | 792         |       |       |       |       |          |
| 1281 | 60-64  | 1603        |       |       |       |       |          |
| 602 | 55-59  | 745         |       |       |       |       |          |
| 887 | 50-54  | 921         |       |       |       |       |          |
| 847 | 45-49  | 993         |       |       |       |       |          |
| 1118 | 40-44  | 1162        |       |       |       |       |          |
| 1100 | 35-39  | 1010        |       |       |       |       |          |
| 981 | 30-34  | 954         |       |       |       |       |          |
| 932 | 25-29  | 1009        |       |       |       |       |          |
| 847 | 20-24  | 805         |       |       |       |       |          |
| 914 | 15-20  | 941         |       |       |       |       |          |
| 1152 | 10-14  | 1073        |       |       |       |       |          |
| 908 | 5-9    | 802         |       |       |       |       |          |
| 689 | 0-4    | 601         |       |       |       |       |          |

Населення за переписом 2001 (1 січня) — 29,1 тис. осіб. За даними Головного управління статистики в Дніпропетровській області кількість населення в районі на 1 лютого 2011 року становила 27 783 осіб.

## Економіка
Економічну основу району складає сільськогосподарське виробництво. Основними його напрямками є рослинництво і тваринництво. Загальна площа сільгоспугідь — 73,1 тис. га, орної землі — 37,3 тис. га. У структурі посівних площ 2001 року 53 % займають зернові культури, 18 % — кормові, 16 % — технічні.
Найбільші сільськогосподарські підприємства: товариство «Україна», агрофірма «Колос», «Господар», ДП «Націонал плюс», фермерські господарства «Злагода», «Світанок», «Сяйво».
4 промислових підприємства: ЗАТ «Царичанський завод мінводи», районне комунальне підприємство «Царичанська друкарня», маслоцех АК "Комбінат «Придніпровський», ковбасний цех «Ірна — 1».
Район обслуговують 299 закладів торгівлі.

## Транспорт
Територією району проходять такі автошляхи Н31, Т 0412 та Т 0413.
Залізничне сполучення відсутнє.

## Освіта та культура
17 загальноосвітніх, 12 дошкільних, 3 позашкільні закладів (районний Будинок дитячої та юнацької творчості, Дитячо-юнацька спортивна школа та Станція юних натуралістів). Районна школа мистецтв
Царичанське ПТУ-89. 20 клубів, 20 бібліотек. 14 любительських об'єднань та клубів за інтересами, 61 колектив художньої творчості за різними жанрами, 18 дискотек.

### Спорт
1 стадіон, 14 спортивних зали, 8 футбольних полів, 40 спортивних майданчиків, одна дитячо-юнацька спортивна школа, клуб за місцем проживання «Мир», ФСТ «Колос».

## Пам'ятки і архітектура
На території району знаходяться понад 167 пам'яток археології та 58 пам'ятки архітектури та історії.
Перлинами Приорільського краю є Китайгородські церкви: Успенська, святої Варвари та Миколаївська — одні з найстаріших архітектурних споруд Дніпропетровщини.
Музей історії Царичанського району.

## Особистості
- діячі науки та культури: Дерець Павло Антонович (Павло Дністров) — член Спілки журналістів СРСР, академік АН України з 1949 року; Воблий Костянтин Григорович — економогеограф і економіст; Десятерик Володимир Ілліч — професор історії; Дронь Микола Михайлович — професор, проректор Дніпропетровського національного університету; Фролова Клавдія Павлівна — професор філології Дніпропетровського національного університету;
- 10 поетів і письменників: Усенко Павло Матвійович — поет, Зайвий Олександр Феодосійович — поет, Дяченко Михайло Григорович — поет, Назаренко Степан Степанович (Олекса Їжак), Оровецький Павло Андрійович, Сологуб Василь Павлович — письменник, Багмут Іван Андрійович — письменник, Багмут Йосип Андрійович — письменник, Васильківський Олексій Трохимович — письменник, Васильківський Олександр Олексійович — письменник;
- кінорежисер Віктор Стороженко, скульптор Степан Огій, художник Федір Божко, повний кавалер ордена Слави — Кривоніс Федір Андрійович, заслужений учитель України — Шрамко Віленін Федорович.
- Булах Олександра Несторівна (Леся Степовичка) — поетеса, письменниця

## Політика
25 травня 2014 року відбулися Президентські вибори України. У межах Царичанського району було створено 25 виборчих дільниць. Явка на виборах складала — 56,62 % (проголосували 12 478 із 22 039 виборців). Найбільшу кількість голосів отримав Петро Порошенко — 47,32 % (5 904 виборців); Олег Ляшко — 10,84 % (1 352 виборців), Сергій Тігіпко — 9,83 % (1 226 виборців), Анатолій Гриценко — 7,17 % (895 виборців), Юлія Тимошенко — 6,59 % (822 виборців). Решта кандидатів набрали меншу кількість голосів. Кількість недійсних або зіпсованих бюлетенів — 1,53 %.